# 須賀不二男
須賀 不二男（すが ふじお、1919年7月27日 - 1998年7月20日）は、日本の俳優。兵庫県淡路島出身。本名：蜂須賀 昭行（はちすか てるゆき）

## 来歴・人物
中学卒業後、念願だった少年航空兵への夢は、胸を患って断念。俳優を志し、大泉演技研究所を経て、1937年に新興キネマに入社。
映画『人生の初旅』他に出演。その後、応召。除隊後の1939年、古川緑波一座に入り軽演劇の舞台を踏む。その後、吉本歌劇隊を経て古川緑波一座に戻り戦後は劇団たんぽぽ、空気座、劇団新風俗と移り、1952年9月松竹入社。松竹時代の芸名は、須賀不二夫。その後、須賀不二男に改名する。
以降も手堅い演技派の脇役として数多くのテレビドラマ、映画、舞台で活躍した。特に時代劇では悪家老や悪徳商人役で強烈な個性を発揮した。
1998年7月20日午後6時54分、腎臓癌のため死去。78歳没。

## 出演

### 映画
- カルメン純情す（1952年、松竹） - 新島
- 君の名は（1953年、松竹） - 水沢謙吾
- 夢みる人々（1953年、松竹）
- 怪人二十面相（1954年、松竹） - 中村捜査係長
- 早春（1956年、松竹） - 田辺
- あなた買います（1956年、松竹） - 宮沢監督
- 太陽とバラ（1956年、松竹） - すし屋の親父
- 気違い部落（1957年、松竹） - 川端又一
- 抱かれた花嫁（1957年、松竹）- 岡田富三
- 東京暮色（1957年、松竹） - 富田三郎
- 彼岸花（1958年、松竹） - 列車給士
- お早よう（1959年、松竹）- 伊藤先生
- 四谷怪談（1959年、大映） - 関口官蔵
- かげろう絵図（1959年、大映） - 奥村大膳
- 旗本愚連隊 (1960年　松竹) - 鵜殿内記
- 不知火検校（1960年、大映） - 生首の倉吉
- 秋日和（1960年、松竹） - 法要の招待客
- 悪名シリーズ（大映）
  - 悪名（1961年） - 松島の子分
  - 続悪名（1961年） - 勝
  - 新悪名（1962年） - 勝
  - 悪名桜（1966年） - 後藤
- 大菩薩峠 竜神の巻（1960年）- 鍛冶倉
- 濡れ髪牡丹 （1961年、大映）- 曲平一郎
- 秋刀魚の味（1962年、松竹） - バーの酔客
- 無宿人別帳（1963年、松竹） - 北村惣兵衛
- 新選組始末記（1963年、大映） - 新見錦
- 続・忍びの者（1963年、大映） - 斎藤内蔵助
- 新・座頭市物語（1963年、大映） - 安彦の島吉
- ばりかん親分（1963年、松竹） - 長島
- 眠狂四郎勝負（1964年、大映） - 白鳥主膳
- 忍びの者 霧隠才蔵（1964年、大映）- 武部与藤次
- 宿無し犬（1964年、大映） - 佐伯伸一郎
- 暗殺（1964年、松竹）- 鵜殿鳩翁
- 青春とはなんだ（1965年、日活） - 勝又教頭
- 続・兵隊やくざ（1965年、大映） - 多久島中尉
- 新・鞍馬天狗 五条坂の決闘 （1965年、大映）- 駒木根監物
- 白い巨塔（1966年、大映） - 葉山教授
- 喜劇 駅前学園（1967年、東宝） - 簡野掃次
- 波止場の鷹（1967年、日活） - 吉田隆次
- みな殺しの霊歌（1968年、松竹） - 桜田の上司・鈴木
- 怪談雪女郎（1968年、大映） - 惣寿
- 無頼 殺せ（1969年、日活） - 剣持儀市
- 関東おんな悪名 （1969年、大映）- 千田松次郎
- ザ・テンプターズ 涙のあとに微笑みを（1969年、東宝） - 皿井大五郎
- 広域暴力 流血の縄張（1969年、日活） - 陣野万之助
- やくざ番外地（1969年、日活） - 葛城
- 昭和残侠伝 人斬り唐獅子（1969年、東映） - 下河原重蔵
- やくざ非情史 血の盃 （1969年、日活）- 寺島彰親
- 女賭博師花の切り札 （1969年、大映）- 山上金助
- 笹笛お紋（1969年）- 権造
- 夜遊びの帝王（1970年、東映） - 安岡
- 反逆のメロディー（1970年、日活） - 淡野大次郎
- 新網走番外地 大森林の決斗（1970年、東映） - 嵐田剛
- 極道兇状旅（1970年、東映） - 小山田健作
- トラ・トラ・トラ!（1970年、20世紀フォックス） - 三川軍一海軍中将
- ネオン警察 女は夜の匂い（1970年、ダイニチ映配） - 松村
- 銀蝶流れ者 牝猫博奕（1972年、東映） - 相星総之助
- 夜の歌謡シリーズ 女のみち（1973年、東映） - 河本健一
- 子連れ狼 冥府魔道（1973年、勝プロ/東宝） - 作手惣左衛門
- 海軍横須賀刑務所（1973年、東映） - 金田刑務所長
- 悪名 縄張荒らし（1974年、東宝） - 長五郎
- 大脱獄（1975年、東映） - 北国興業組長・松井田
- 凍河 （1976年、松竹）- 看護士石金
- 極道の妻たち 最後の戦い（1990年、東映） - 川越会会長 川越清市
- 無能の人（1991年、松竹富士） - 散歩の紳士
- 119（1994年、松竹） - 津田将次
- 修羅がゆく2 戦争勃発（1996年、アルゴ・ピクチャーズ）- 伊豆連合総長・堂島組組長 堂島重伍
- 東京日和（1997年、東宝） - バーテンダー
- 生きたい（1999年、近代映画協会） - じじい

など

### テレビドラマ
- 松本清張シリーズ・黒い断層（TBS）
  - 第30・31回「偶数」（1961年）
  - 第32-34回「危険な斜面」（1961年）
- 無法松の一生（1962年、CX） - 富島松五郎
- 風の視線（1962年、NET）
- 松本清張シリーズ・黒の組曲（NHK）
  - 第28話「証言」（1962年）
  - 第42話「小町鼓」（1963年） - 弁護士
- 日産スター劇場 「やぶにらみの時計」（1964年、NTV）
- 新吾十番勝負 第19話「忍者の掟」（1967年、TBS / 松竹テレビ室）- 日疋道斉
- 泣いてたまるか 第32話「リモコン亭主」（1967年、TBS / 国際放映）
- 風 第22話「狙われた雛人形」（1968年、TBS / 松竹）
- 銭形平次 第117話「妻恋い笛」（1968年、CX / 東映） - 速水采女
- 37階の男 第21話「花びらが考えるとき」（1968年、NTV / 東宝）
- ナショナル劇場（TBS / C.A.L）
  - 水戸黄門
    - 第1部 第14話「叛逆者の群れ -高松-」（1969年11月3日） - 稲葉勘右衛門
    - 第7部 第9話「群狼の罠 -松前-」・第10話「吼えろ!! 北海の火縄銃 -函館-」（1976年7月19、26日） - 岩城将監
    - 第8部 第20話「虚無僧の密書 -洲本-」（1977年11月28日） - 高坂監物
    - 第9部
      - 第9話「黄門さまの父子裁き -弘前-」（1978年10月2日） - 藤代貢
      - 第24話「弟思いの一番勝負 -川越-」（1979年1月15日） - 桜田武左衛門

    - 第10部
      - 第10話「婿入り八丁味噌 -岡崎-」（1979年10月15日） - 西尾治太夫
      - 第17話「御老公を暗殺せよ!! -彦根-」（1979年12月3日） - 沼田主税

    - 第12部 第19話「初春姫君替え玉騒動 -姫路-」（1982年1月4日） - 堺屋弥右衛門
    - 第13部 第19話「萩焼き頑固くらべ -萩-」（1983年2月21日） - 高麗屋佐平
    - 第14部
      - 第17話「天下無敵の女棋士 -天童-」（1984年2月20日） - 別部儀右衛門
      - 第23話「決意を秘めた孤独の剣 -高田-」（1984年4月2日） - 茂庭源太夫

    - 第15部
      - 第11話「老公暗殺!火炎地獄 -福岡-」（1985年4月8日） - 大野外記
      - 第28話「助さんは替え玉亭主 -岐阜-」（1985年8月5日） - 神野直政

    - 第16部
      - 第9話「闇を裂く忍びの死闘 -吉野-」（1986年6月23日） - 大和屋
      - 第31話「頑固くらべ献上茶釜 -山形-」（1986年11月24日） - 羽州屋

    - 第17部 第12話「銃に群がる悪い奴 -堺-」（1987年11月16日） - 三国屋
    - 第18部 第15話「女意気地の博多織 -博多-」（1988年12月19日）- 今西武太夫
    - 第20部 第19話「姫様騙って悪退治 -長崎-」（1991年3月18日） - 西海屋
    - 第21部 第24話「義賊隼小僧の恩返し -金沢-」（1992年9月14日） - 赤摩屋
    - 第22部 第23話「悪計暴いた備前焼 -岡山-」（1993年10月18日） - 大室屋作兵衛

  - 大岡越前
    - 第6部 第32話「越前への挑戦状」（1982年10月11日） - 榎木兵庫
    - 第7部
      - 第11話「裏切りの悲恋十手」（1983年7月4日） - 三崎屋吾平
      - 第15話「怨念秘めた唐人剣」（1983年8月1日） - 山形屋藤兵衛（高瀬大膳）

    - 第9部 第19話「義賊つむじ風の仇討ち」（1986年3月3日） - 田宮雪堂
    - 第10部 第18話「志保が試した麻酔薬」（1988年6月27日） - 長崎屋市兵衛
    - 第12部 第11話「娘が消えた化け物屋敷」（1991年12月23日） - 潮屋九郎兵衛

  - 江戸を斬る
    - III
      - 第6話「すった財布が縁結び」（1977年2月21日） - 梶山石見守
      - 第16話「涙が光る遠山裁き」（1977年5月2日） - 三河屋幸兵衛

    - V 第5話「戦慄!殺しの請負人」（1980年3月17日） - 喜平次
    - VI 第22話「小鈴に誓った恋三味線」（1981年7月13日） - 山野屋藤造
    - VII 第16話「陰謀砕く孤独の剣」（1987年5月11日） - 阿波屋利兵衛
    - VIII 第12話「情に泣いた娘掏摸」（1994年4月18日） - 豊後屋五兵衛
- 柳生十兵衛 第8話「人買い港」（1970年、CX / 東映） - 岬の勘蔵
- プレイガール（12ch / 東映）
  - 第63話「女が全身濡れるとき」（1970年） - 宗方良平
  - 第200話「残酷猟奇な殺し屋」（1973年） - 戸川
- 大江戸捜査網（12ch / 日活〜三船プロ）
  - 第1話「命知らずが闇を斬る」（1970年） - 大目付・生田内蔵丞
  - 第131話「火を招く狼の群れ!」（1974年） - 兵法学者・駒根木順慶
  - 第229話「雪に舞う女必殺剣!」（1976年） - 日野屋万兵衛（赤岩の万兵衛）
  - 第280話「怒りの白昼殴り込み」（1977年） - 大黒屋四郎兵衛
  - 第346話「無差別殺人の陰謀」（1978年） - 花房主膳
  - 第377話「罪なき必死の逃亡者」（1979年） - 田宮左内
- 徳川おんな絵巻 第1話「尾張公の遊女妻」・第2話「女の生地獄」（1970年、KTV / 東映） - 田宮図書
- ジキルとハイド 第2話「黒い花輪」（1973年、NTV / 東宝）
- 赤ひげ 第24話「しじみ河岸」（1973年、NHK）
- 唖侍 鬼一法眼 第1話「唇から歌を奪われた男」（1973年、NTV / 勝プロ） - 大倉丹波守
- 狼・無頼控（MBS / 大映テレビ）
  - 第6話「舞姫無残」（1973年）
  - 第22話「（秘）殺しの手順」（1974年）
- 荒野の素浪人 第2シリーズ 第11話「地獄の沙汰」（1974年、NET / 三船プロ） - 油屋徳兵衛
- 座頭市物語 第4話「縛られ観音ゆきずり旅」（1974年、CX / 勝プロ） - 橋場の勘五郎
- 斬り抜ける 第15話「城中乱入」（1975年、ABC / 松竹） - 祭文の辰造
- 長崎犯科帳 第10話「ウンスンカルタは地獄札」（1975年、NTV / ユニオン映画） - 五島屋
- 剣と風と子守唄 第16話「還らざる黄金」（1975年、NTV / 三船プロ） - 仁助
- 賞金稼ぎ 第22話「コンバットの報酬」（1975年、NET / 東映） - 室生織部
- 痛快! 河内山宗俊（CX / 勝プロ）
  - 第7話「御祝儀放免」（1975年）
  - 第16話「夜明けに消えた男星」（1976年） - 鳴海屋
- 夫婦旅日記 さらば浪人 第2話「春の城下町」（1976年、CX / 勝プロ）
- 人魚亭異聞 無法街の素浪人 第2話「霧の夜 蝶は死ぬ」（1976年、NET / 三船プロ） - 港屋伊蔵
- 遠山の金さん （NET→ANB / 東映）
  - 第1シリーズ 第37話「海鳴りを抱く女」（1976年） - 江戸屋八右ヱ門
  - 第2シリーズ 第21話「女掏摸母子草」（1979年） - 善兵衛
- 十手無用 九丁堀事件帖 第17話「九丁堀危機一髪」（1976年、NTV / 東映） - 夜鴉の惣兵ヱ
- 必殺シリーズ（ABC / 松竹）
  - 必殺からくり人（1976年） - 元締・曇り
  - 新・必殺仕置人
    - 第7話「貸借無用」（1977年） - 羅漢寺政五郎
    - 第24話「誘拐無用」（1977年） - 同心・秋月

  - 新 必殺からくり人 第3話「東海道五十三次殺し旅 三島」（1977年） - 遠州屋治兵ヱ
  - 江戸プロフェッショナル・必殺商売人（1978年）
    - 第5話「空桶で唄う女の怨みうた」 - 榊原直周
    - 第19話「親にないしょの片道切符」 - 北見屋

  - 必殺仕事人
    - 第25話「裏の裏のそのまた裏に何があるのか?」（1979年） - 猿の三次
    - 第46話「怨技 非業竹光刺し」（1980年） - 香月藩側用人・大槻主膳

  - 必殺仕舞人 第7話「丹後の宮津の嘆き唄」（1981年） - 宮津藩家老・坂田喜兵衛
  - 新・必殺仕事人（1981年） - 筆頭同心・内山 [3]
- 伝七捕物帳
  - 日本テレビ版
  - 第103話「花の錦の三姉妹」（1976年）- 善助
  - 第157話「恋の掛け橋情の涙」 （1977年）- 喜右衛門
  - テレビ朝日版 第20話「大さわぎ伝七長屋」（1979年、ANB）
- 桃太郎侍　高橋英樹版（NTV / 東映）
  - 第8話「この芋五十六文なり」（1976年） - 九右ヱ門
  - 第27話「袋小路の男」（1977年） - 田黒豊後守
  - 第89話「家出した放蕩おやじ」（1978年） - 小笠原采女正
  - 第120話「和蘭ことばに父娘の涙」（1979年） - 小松帯刀
  - 第218話「十年目のお化け長屋」（1980年） - 神野伊織
- ご存知!女ねずみ小僧 第1話「夜のお江戸に灯がともる」（1977年、CX / 松竹） - 佐貫屋
- 達磨大助事件帳 第7話「地獄のわかれ道」（1977年、ANB / 前進座 / 国際放映） - 日野屋
- 破れ奉行（ANB / 中村プロ）
  - 第3話「無情!人斬り河岸」（1977年） - 大黒屋
  - 第24話「片道手形は死の匂い」（1977年） - 庄兵衛
- 新 木枯らし紋次郎 第15話「人斬りに紋日は暮れた」（1978年1月11日） - 徳之助
- 暴れん坊将軍（ANB/東映）
  - 吉宗評判記 暴れん坊将軍
    - 第8話「黒い十手を握る男」（1978年） - 小浜孫三郎
    - 第63話「一六勝負に散った花」（1979年） - 板橋大膳

  - 暴れん坊将軍II
    - 第18話「飛脚鳩 ちゃんを訪ねて乱れ舞い」（1983年） - 奈良屋善兵衛
    - 第92話「誰がワルやら閻魔やら!」（1985年） - 堀田備前守 ※ 須賀不二夫名義
- 若さま侍捕物帳 第4話「参上! 悲恋の罠」（1978年、ANB / 国際放映 / 前進座）
- 破れ新九郎（ANB / 中村プロ）
  - 第1話「砂塵の町に来た男」（1978年） - 大造
  - 第18話「血涙、地獄の子連れ狼」（1979年） - 堀田形部
- 同心部屋御用帳 江戸の旋風IV 第8話「返ってきた雨傘」（1979年、CX / 東宝） - 鬼火の藤兵衛
- 柳生一族の陰謀 第30話「生きていた影武者」（1979年、KTV / 東映） - 岩田半兵衛
- 新・座頭市 第3シリーズ 第9話「雨の船宿」（1979年、CX / 勝プロ） - 岡っ引き三蔵
- 江戸の牙 第17話「見習同心・純 白夜に死す」（1980年、ANB / 三船プロ） - 玄蔵
- 非情のライセンス 第3シリーズ 第20話「兇悪の父娘 スパイ・イン・東京」（1980年、ANB / 東映） - 前原一成
- ザ・ハングマン 燃える事件簿 第12話「高速道路にコンクリート詰め」（1981年、ABC / 松竹） - 中島建設社長・中島
- 同心暁蘭之介 第19話「仇討浪人うらみ花」（1982年、CX / 杉友プロ）
- 遠山の金さん 第1シリーズ 第116話「女侠一代! 鬼子母神おはな」（1984年、ANB / 東映）
- 迷宮課刑事おみやさん 第7話「6年前の婦女暴行事件が今日…!」（1985年、ABC / アズバーズ）
- 風雲江戸城 怒涛の将軍徳川家光（1987年、TX / 東映） - 伊達政宗
- ドラマ人間模様 / 極楽への招待（1987年、NHK）
- 月曜・女のサスペンス「庭の薔薇の紅い花びらの下」（1989年5月22日、TX） - 正木豊
- いのち草（1990年、YTV）
- 世にも奇妙な物語 冬の特別編 / 犬の穴（1991年、CX）
- はぐれ刑事純情派
  - 第5シリーズ 第21話「優しい殺人花を活ける女」（1992年、ANB / 東映）
  - 第6シリーズ 第22話「信州松本 故郷に帰れなかった女」（1993年）- 百瀬源造
- 火曜サスペンス劇場 / 女弁護士・高林鮎子11 能登に消えた女（1993年、NTV / 東映） - 河辺角蔵
- 御家人斬九郎 第1シリーズ 第2話「用心棒二人」（1995年、CX / 映像京都） - 石見屋
- ドラマスペシャル / 三毛猫ホームズの推理（1996年、ANB） - 小峰荘八
- 憲法はまだか 第1部「象徴天皇」（1996年、NHK）

など

### CM
- ポリグリップS（小林製薬、1979年）

### テレビゲーム
- ワンチャイコネクション（1994年、セガ） - トーマス王